# Elia Eudocia
Elia Eudocia (in latino Aelia Eudocia, in greco antico: Αιλία Ευδοκία?; Atene, 401 circa – Gerusalemme, 20 ottobre 460) è stata un'imperatrice bizantina e moglie dell'imperatore Teodosio II. Fu poetessa (compose un centone con i versi di Omero) ed è venerata santa. Il suo primo nome era Atenaide (in latino Athenaïs).

## Origini e ascesa al trono
Atenaide nacque ad Atene in una famiglia pagana: suo padre, il filosofo sofista Leonzio, le garantì una educazione di tipo tradizionale, avendo anche Iperechio ed Orione come insegnanti. Ebbe due fratelli di nome Valerio e Gessio, ed è noto il nome di uno zio, Asclepiodoto.
Dopo la morte del padre, entrò in contrasto con i fratelli sull'eredità: infatti, secondo il testamento, Eudocia avrebbe ereditato solo 100 monete d'oro mentre il resto dell'immensa fortuna di Leonzio sarebbe andata a Gessio e a Valerio; dopo aver tentato invano di convincere i fratelli a darle la sua parte dell'eredità, si recò allora a Costantinopoli, presso la zia paterna, per cercare giustizia. Lo storico Giovanni Malala racconta che durante una udienza in cui esponeva il proprio caso catturò l'attenzione di Elia Pulcheria, sorella dell'imperatore Teodosio II, che agiva da tutrice del giovane imperatore, e di Paolino, il magister officiorum, i quali, colpiti da questa giovane e bella ragazza, vergine, elegante, ben educata alla maniera greca e versata nell'eloquenza, la reputarono adatta a sposare l'imperatore. La condizione per il matrimonio fu la conversione al Cristianesimo, e col battesimo abbandonò il nome Atenaide per quello cristiano di Eudocia.
Il 7 giugno 421 Atenaide sposò l'imperatore, assumendo il nome di Elia Eudocia. In brevissimo tempo, Eudocia riuscì ad esercitare una grande influenza sul marito, entrando in concorrenza con la cognata Pulcheria, tanto che i suoi fratelli e suo zio ottennero posti di rilievo nell'amministrazione imperiale.

## Influenza di Eudocia
Nel 422 terminò la guerra tra i Romani e i Persiani: Eudocia compose allora un poema in esametri in cui esaltava le imprese dei soldati imperiali. Dopo appena un anno (422) di matrimonio nacque la figlia di Teodosio ed Eudocia, Licinia Eudossia; probabilmente a seguito della nascita della figlia, Teodosio concesse a Eudocia il titolo di Augusta, il 2 gennaio 423.
Gli anni 420 furono caratterizzati da una intensa attività edilizia in Costantinopoli, così come dalla riorganizzazione della vita culturale con l'istituzione dell'Università di Costantinopoli (425); in entrambi i casi è verosimile che Eudocia abbia influenzato la politica del marito. Se è vero che la politica edilizia di Teodosio ebbe un sostegno di rilievo nel prefetto del pretorio (e zio di Eudocia) Aclepiodoto, all'imperatrice in persona va attribuita la costruzione, tra le altre, dell'importante Basilica di San Polieucto e della chiesa di san Lorenzo, destinata ad ospitare le reliquie di santo Stefano. L'influenza dell'imperatrice in questa intensa attività edilizia è testimoniata dal fatto che la zona di Costantinopoli compresa tra le mura di Costantino I e quelle costruite poi da Teodosio II era inizialmente nota come Eudocopoli.
L'imperatrice ebbe anche il merito di promuovere, con la propria influenza su Teodosio, una politica più tollerante nei confronti dei pagani e degli Ebrei, che avevano sofferto per la politica ostile promossa da Pulcheria.

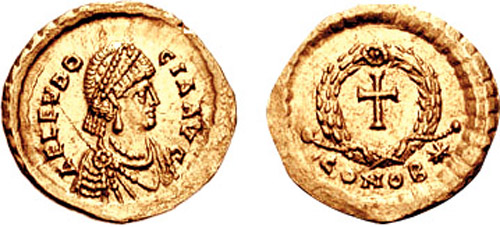
Tremisse raffigurante Eudocia come augusta.

## Pellegrinaggio in Terra Santa
Sempre durante gli anni 420, però, iniziò il degrado dei rapporti tra Eudocia e Teodosio, mentre è noto che Pulcheria esercitava ancora molta influenza sul fratello. Sebbene la coppia imperiale ebbe un'altra figlia nel 431, Flaccilla, e forse anche un figlio maschio morto da bambino, Arcadio, il contrasto tra i due divenne sempre più marcato. Eudocia decise così di partire per un pellegrinaggio in Terra santa. L'imperatrice partì da Costantinopoli con una pia vedova di nome Melania nel 438, e si recò nei maggiori centri della fede cristiana in Oriente. Ovunque venne accolta con entusiasmo: a Gerusalemme raccolse molte reliquie e s'inginocchiò davanti alla tomba di Cristo (una immagine poi dipinta in una chiesa della capitale); ad Antiochia di Siria fece un discorso al senato cittadino in stile ellenico, oltre a distribuire fondi per il restauro degli edifici in rovina, tanto che venne eretta una sua statua in bronzo davanti al Museo della città.

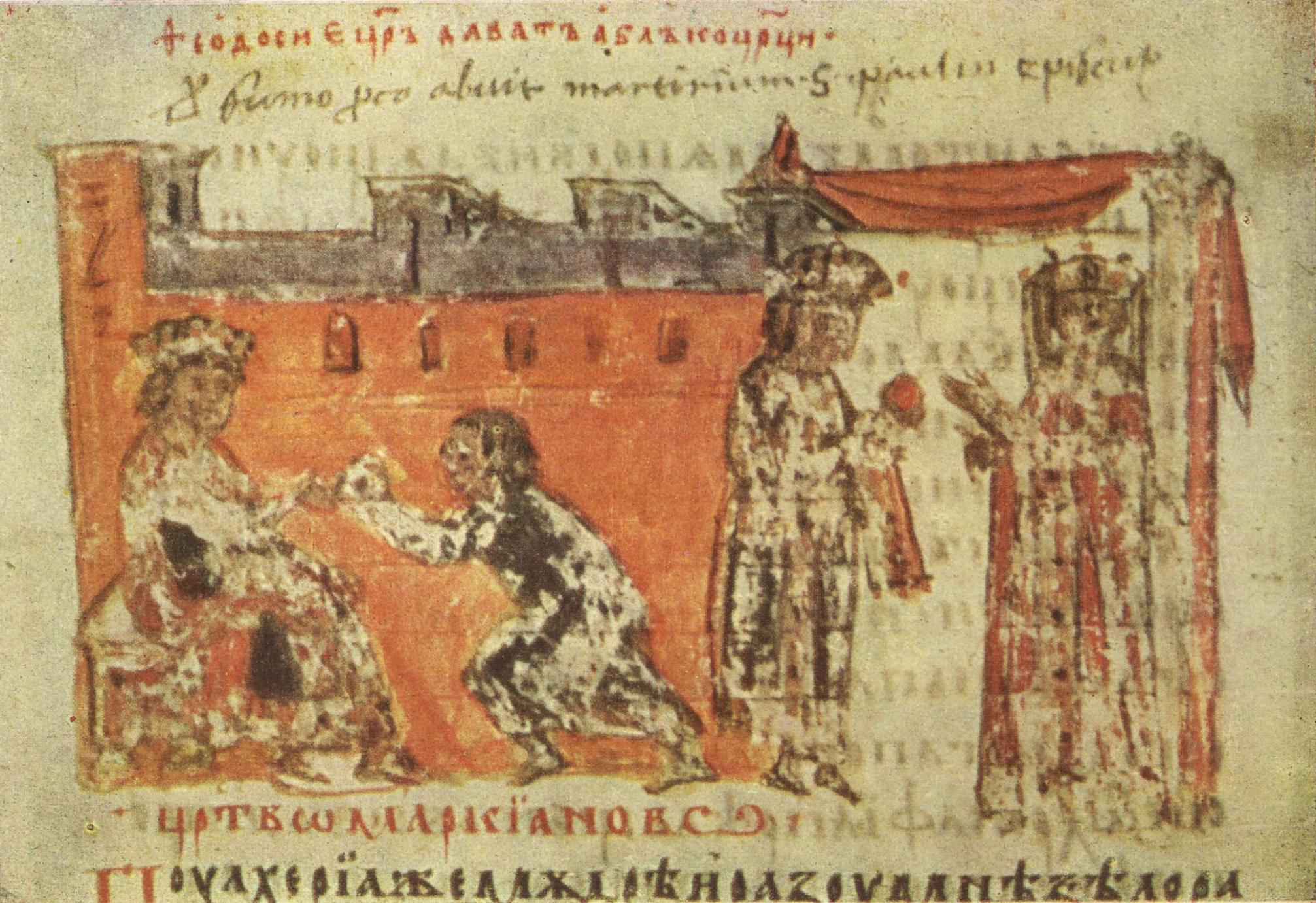
L'imperatore Teodosio II ed Elia Eudocia.

Il suo ritorno a Costantinopoli, carica di reliquie, segnò un suo breve ritorno in auge, come indicato forse dal fatto che il poeta Ciro fu contemporaneamente praefectus urbi della capitale e prefetto del pretorio. Questo periodo ebbe però termine nel 443 (o 441), a causa di un complotto ordito dall'eunuco e spatharius Crisapio, il quale accusò l'imperatrice di adulterio col magister officiorum Paolino: Eudocia fu costretta ad abbandonare la capitale, lasciando campo libero a Pulcheria, e si recò nuovamente in Terra Santa, a Gerusalemme.

## Esilio e morte
Teodosio inviò il suo comes domesticorum ("comandante della guardia") Saturnino a giustiziare due membri della corte di Eudocia, il prete Severo e il diacono Giovanni, ma l'uomo di Teodosio venne ucciso, o da Eudocia stessa, come riporta Marcellino, o, più probabilmente, da un uomo della sua corte: in entrambi i casi il risultato fu che Teodosio, adirato, le ridusse la corte, pur concedendole di mantenere il titolo di Augusta.
Pur in esilio e con una corte ridotta, dividendosi tra Betlemme e Gerusalemme, Eudocia rimase attiva ed influente, facendo leva sulla propria ricchezza e la propria posizione. Promotrice delle arti, collaborò alla composizione di un centone con i versi di Omero (l'Homerocentones) e scrisse un poema in otto libri sul martirio di san Cipriano e una parafrasi dei libri di Daniele e di Zaccaria. Fu il punto di riferimento di quanti lamentavano le persecuzioni contro gli Ebrei, accettando le loro petizioni malgrado ciò le procurasse la riprovazione generale; si occupò di finanziare a proprie spese diverse costruzioni in tutto l'Oriente, provvedendo persino all'erezione di nuove mura per Gerusalemme. Fu anche coinvolta nella rivolta dei monofisiti siriani del 453, ma in seguito si riappacifiò con Pulcheria e venne riammessa nella Chiesa ortodossa.
Morì a Gerusalemme il 20 ottobre 460 e fu sepolta nella cappella di santo Stefano. La Chiesa ortodossa la considera santa e la ricorda il 13 agosto.